# The Long Defeat
The Long Defeat è un album in studio del gruppo musicale black metal francese Deathspell Omega, pubblicato nel 2022.

## Tracce
1. Enantiodromia – 11:56
2. Eadem, Sed Aliter – 9:08
3. The Long Defeat – 8:35
4. Sie Sind Gerichtet! – 7:17
5. Our Life Is Your Death – 7:15

## Formazione
- Mikko Aspa – voce
- Hasjarl – chitarra
- Khaos – basso